# Pnohirmus
Pnohirmus is een geslacht van wantsen uit de familie van de Reduviidae (Roofwantsen). Het geslacht werd voor het eerst wetenschappelijk beschreven door Carl Stål in 1859.

## Soorten
Het genus bevat de volgende soorten:

- Pnohirmus spinifer Stål, 1872
- Pnohirmus violentus Stål, 1859
- Pnohirmus whymperi Distant, 1891